# 坎伯蘭峽
坎伯蘭峽（或），海拔490公尺，是阿帕拉契山脈坎伯蘭山區（Cumberland Mountains）的一個通道，它連接了田納西州、肯塔基州以及維吉尼亞州。它是美國拓荒史中著名荒野之路（Wilderness Road）的一部份，現為坎伯蘭峽國家歷史公園（Cumberland Gap National Historical Park）的一部份。

## 歷史
美洲原住民長久以來使用坎伯蘭峽往來交通。1770年，維吉尼亞州的探險家湯瑪斯·沃克（Thomas Walker）首次記錄了這個峽口。
1775年，丹尼爾·布恩成功通過坎伯蘭峽，開通了日後稱為荒野之路的通商路線，最終使肯塔基聯邦加入美國聯邦之中。